# 桂勝三郎
桂 勝三郎（かつら かつさぶろう、弘化4年（1847年） - 元治元年7月19日（1864年8月20日））は、幕末の長州藩士。桂小五郎の養子。和田文譲の次男(三男？）。母は小五郎の異母姉・八重子。諱は孝政。
小五郎の実父・和田昌景は、小五郎が虚弱体質のため、桂家の跡継ぎを確保すべく嘉永2年（1849年）、小五郎が16歳の時に甥である勝三郎を養子にさせた。
勝三郎は禁門の変に出陣して負傷し、大阪桜宮にて自刃した。17歳没。墓所は京都霊山護国神社。